# Noa Tishby
Noa Tohar Tishby (hebraico: נועה טוהר תשבי; pronúncia hebraica: [no'ʔa tiʃ'bi]; nascida em maio de 1975) é uma ativista, atriz, modelo, produtora e escritora israelense. Como atriz, ela apareceu em vários programas de televisão e filmes americanos, incluindo The Affair, The Island, Nip/Tuck, Big Love, NCIS e outros. Ela também é co-produtora executiva da série da HBO, In Treatment, que é uma adaptação da série israelense BeTipul. Sua produtora, Noa's Arc, também foi responsável pela venda de diversas outras adaptações de programas israelenses para redes americanas.
Tishby também se concentra no ativismo sionista, fundando a organização de defesa Act for Israel em 2011. Em 2021, ela publicou seu primeiro livro, Israel: um guia simples para o país mais incompreendido do planeta. Ela serviu como Enviada Especial para o Combate ao Antissemitismo e à Deslegitimação de Israel por um ano, de 2022 a 2023.

## Carreira
Tishby começou a alcançar fama em Israel na década de 1990, aparecendo no drama da televisão israelense Ramat Aviv Gimmel e estrelando como Anita em uma produção de West Side Story no Habima Theatre. Ela também lançou um álbum em inglês (Nona) e apareceu em capas de revistas e anúncios em outdoors como modelo. No início dos anos 2000, ela se mudou para Los Angeles.
Em 2006, Tishby havia aparecido em uma série de papéis na televisão em programas como Star Trek, Nip/Tuck, CSI: Crime Scene Investigation, The 4400 e Charmed. Ela também participou do filme de 2005, A Ilha. Em 2008, Tishby vendeu a série dramática israelense BeTipul para a HBO. Foi o primeiro formato israelense a se tornar um programa de televisão americano. A adaptação americana resultante, In Treatment, estreou em 2008 com Tishby como co-produtora executiva junto com Mark Wahlberg.
Em abril de 2021, ela lançou seu primeiro livro, Israel: um guia simples para o país mais incompreendido do planeta. O livro discute a história e a cultura de Israel com detalhes autobiográficos. No livro, Tishby assume uma postura sionista e critica o movimento de Boicote, Desinvestimento e Sanções (BDS) no que se refere ao conflito israelo-palestiniano. O livro foi publicado pela Simon & Schuster.